# Josef Kramer
Josef Kramer (10. listopadu 1906 Mnichov – 13. prosince 1945 Hameln) byl německý důstojník SS a válečný zločinec, mj. velitel koncentračních táborů Auschwitz-Birkenau a Bergen-Belsen. U SS dosáhl hodnosti SS-Hauptsturmführer (kapitán).

## Mládí
Narodil se 10. listopadu 1906 v Mnichově jako jediné dítě úředníka Theodora Kramera a Marie Kramerové. Od rodičů se mu dostalo přísné katolické výchovy. V roce 1915 se rodina přestěhovala z Mnichova do Augsburgu. Vyučil se jako elektrikář. Během ekonomické krize v letech 1925–1933 byl po většinu času nezaměstnaný.

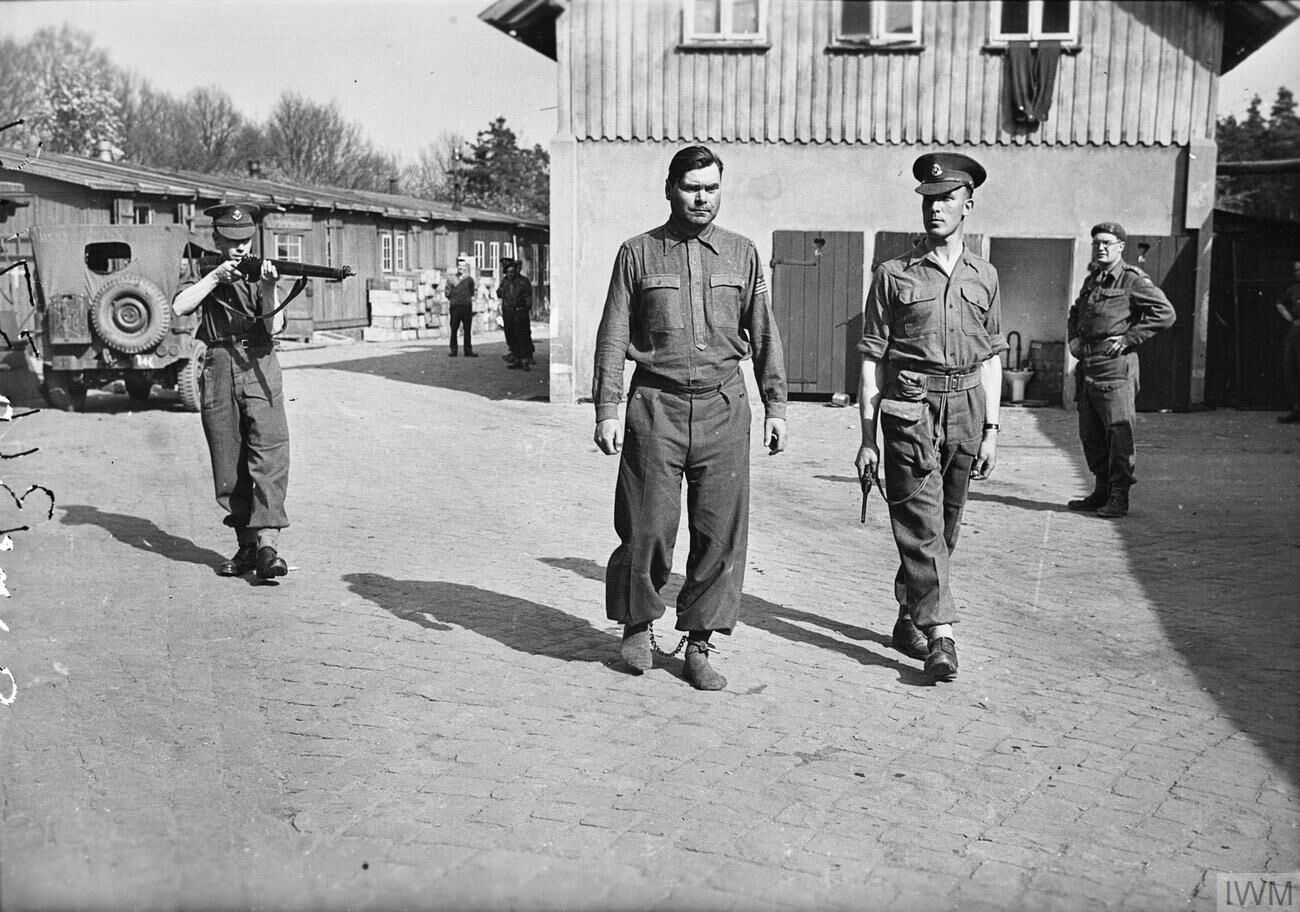
Josef Kramer dva dny po zatčení v KL Bergen-Belsen, 17. dubna 1945.

## Kariéra vNSDAP aSS
1. prosince 1931 vstoupil do NSDAP (stranické číslo 733 597) a 20. června 1932 se stal členem SS (číslo 32 217).
Od roku 1934 pracoval v koncentračních táborech. Začal jako obyčejný strážný v KL Dachau, ale ve své kariéře rychle postupoval k vyšším místům. Od listopadu 1934 do června 1936 působil na komandatuře KL Esterwegen, odkud se vrátil zpět do Dachau. V červnu 1937 byl převelen do KL Sachsenhausen, kde pracoval až do srpna 1938. Poté byl převelen do KL Mauthausen, kde nastoupil na místo adjutanta (zástupce tehdejšího velitele tábora Franze Ziereise).
Od května 1940 byl přidělen jako adjutant Rudolfa Hösse do nově založeného tábora Auschwitz. Od listopadu 1940 do dubna 1941 prošel školením pro velitele táborů v KL Dachau. Následně působil jako vedoucí tábora (Schutzhaftlagerführer) v KL Natzweiler-Struthof a od května 1942 se stal jeho velitelem (Lagerkommandant).
Na jaře 1944 se vrátil zpět do Osvětimi, kde působil od 8. května do listopadu 1944 jako velitel tábora v Auschwitz-Birkenau. Během evakuace tohoto tábora byl jmenován velitelem tábora Bergen-Belsen, kde se ujal funkce 1. prosince 1944. Kvůli své krutosti si získal přezdívky „bestie z Bergen-Belsen“ či „bestie z Bergen-Belsenu“ a také „bestie z Belsenu a Osvětimi“. Byl zatčen britskými vojáky, kteří osvobodili Bergen-Belsen 15. dubna 1945.

## Odsouzení
Josef Kramer byl spolu s dalšími 45 funkcionáři a členy strážních jednotek (včetně 17 žen) souzen britským válečným soudem v Lüneburgu. Proces trval dva měsíce (17. září – 17. listopadu 1945). Josef Kramer byl v poslední den procesu odsouzen spolu s dalšími 10 osobami k trestu smrti oběšením. Rozsudek byl vykonán 13. prosince 1945 ve věznici Hameln.

## Vyznamenání
- Válečný záslužný kříž II. třídy s meči
- Čestný prýmek starého bojovníka
- Sportovní odznak SA v bronzu
- Sudetská pamětní medaile
- Medaile za Anschluss
- Služební vyznamenání SS, II. třídy
- Služební vyznamenání NSDAP, ve stříbře
- Služební vyznamenání NSDAP, v bronzu
- Totenkopfring
- Čestná dýka Reichsführera-SS